# Voldemar Väli

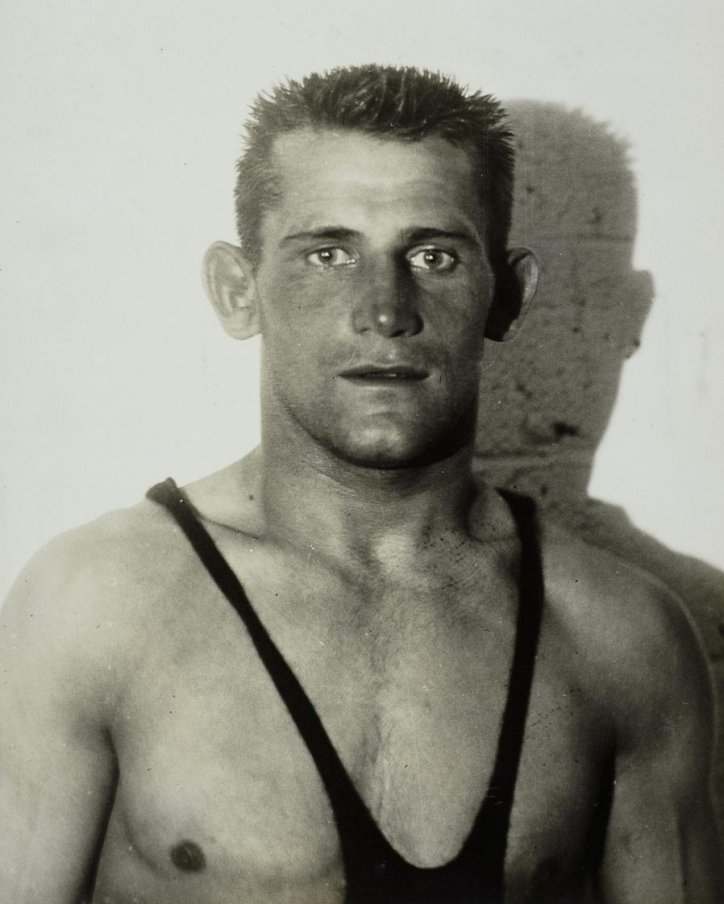
Voldemar Väli

Voldemar Väli (* 10. Januar 1903 in Kuressaare; † 13. April 1997 in Stockholm, Schweden) war ein estnischer Ringer.

## Werdegang
Voldemar Väli wuchs in seinem Geburtsort auf und begann dort 1920 mit dem Ringen. Nach den ersten größeren Erfolgen wechselte er zum Sportverein „Sport Tallinn“. 1922 wurde er erstmals estnischer Meister im griechisch-römischen Stil, dem Stil, den er ausschließlich rang. 1924 startete er bei seiner ersten internationalen Meisterschaft, den Olympischen Spielen in Paris. Er gewann zwei Kämpfe und verlor zwei Kämpfe und landete damit in der mit 27 Ringern besetzten Federgewichtsklasse auf dem 8. Rang.
1926 gelang ihm der erste große Sieg bei einer internationalen Meisterschaft. In Riga wurde er Europameister im Federgewicht mit einem bemerkenswerten Sieg im Endkampf über Erik Malmberg aus Schweden. 1927 gelang ihm in Budapest die Wiederholung dieses Sieges. Er wurde erneut Europameister. Der einheimische Károly Kárpáti unterlag ihm dabei im Finale. 1928 gelang Väli der dritte große Sieg in Folge. Er wurde in Amsterdam Olympiasieger im Federgewicht. Im Endkampf besiegte er wieder Erik Malmberg überlegen nach Punkten.
1929 wechselte Väli in das Leichtgewicht und belegte bei der Europameisterschaft 1930 in Stockholm hinter Erik Malmberg, dem er diesmal unterlag, den 2. Platz. Den gleichen Platz belegte er auch bei der Europameisterschaft 1931 in Prag. Im Finale unterlag Väli dabei dem Dortmunder Eduard Sperling.
Eine Teilnahme an den Olympischen Spielen 1932 in Los Angeles blieb Voldemar Väli versagt, weil Estland die finanziellen Mittel nicht aufbrachte, um eine Ringermannschaft dorthin zu entsenden. Aber in den Jahren 1933 und 1934 war Väli bei den Europameisterschaften wieder im Leichtgewicht am Start. Er konnte sich aber nicht unter den drei ersten Siegern platzieren.
Bei den Olympischen Spielen 1936 in Berlin gewann Väli mit fünf Siegen noch einmal eine Bronzemedaille. Er besiegte dabei auch die große deutsche Hoffnung Heinrich Nettesheim aus Köln. Gegen Josef Herda aus der Tschechoslowakei und Lauri Koskela aus Finnland musste Väli Niederlagen einstecken. 1937 und 1938 gewann Väli bei den Europameisterschaften wiederum keine Medaillen mehr. Er scheiterte jedes Mal an Lauri Koskela.

## Internationale Erfolge
(OS = Olympische Spiele, EM = Europameisterschaft, GR = griechisch-römischer Stil, Fe = Federgewicht, Le = Leichtgewicht, damals bis 81 kg und 66 kg Körpergewicht)
- 1924, 8. Platz, OS in Paris, GR, Fe, mit Siegen über Eduard Rottiers, Belgien und Jordán Vallmajo, Spanien und Niederlagen gegen Ödön Radvány, Ungarn und Arthur Nord, Norwegen;
- 1926, 1. Platz, EM in Riga, GR, Fe, mit Siegen über Ambrus, Ungarn, Antonin Zeman, Tschechoslowakei, Ernst Steinig, Deutschland und Erik Malmberg, Schweden;
- 1927, 1. Platz, EM in Budapest, GR, Fe, mit Siegen über Martin Egeberg, Norwegen, Wacław Ziółkowski, Polen, Eugen Fleischmann, Tschechoslowakei, Sigfrid Hansson, Schweden und Károly Kárpáti, Ungarn;
- 1928, Goldmedaille, OS in Amsterdam, GR, Fe, mit Siegen über A. Kamel, Ägypten, Ludwig Schlanger, Österreich, František Kratochvil, Tschechoslowakei, Ernst Steinig, Károly Kárpáti und Erik Malmberg,
- 1930, 2. Platz, EM in Stockholm, GR, Le, mit Siegen über Reidar Andersen, Norwegen und Emile Rivollier, Frankreich und Niederlagen gegen Károly Kárpáti und Erik Malmberg;
- 1931, 2. Platz, EM in Prag, GR, Le, mit Siegen über Antun Fischer, Jugoslawien, Antti Mäki, Finnland, J. Nolten, Niederlande, Arild Dahl, Norwegen und einer Niederlage gegen Eduard Sperling, Deutschland;
- 1931, 3. Platz, Intern. Turnier in Malmö, GR, Le, hinter Tage Jarl u. Gustav Klaren, bde. Schweden;
- 1933, 4. Platz, EM in Helsinki, GR, Le, mit Siegen über Arild Dahl und Einar Karlsson, Schweden und einer Niederlage gegen Aarne Reini, Finnland;
- 1934, 6. Platz, EM in Rom, GR, Le, mit Siegen über Einar Karlsson und Piotr Neuff, Polen und Niederlagen gegen Abraham Kurland, Dänemark und Aarne Reini;
- 1936, Bronzemedaille, OS in Berlin, GR, Le, mit Siegen über Zbigniew Szajewski, Polen, Arild Dahl, Heinrich Nettesheim, Deutschland, Saim Arikan, Türkei und Herbert Olofsson, Schweden und Niederlagen gegen Josef Herda, Tschechoslowakei und Lauri Koskela, Finnland;
- 1937, 6. Platz, EM in Paris, GR, Le, mit Siegen über Jaroslav Jaróš, Tschechoslowakei und Oskar Holinger, Schweiz und einer Niederlage gegen Lauri Koskela;
- 1938, 4. Platz, EM in Tallinn, GR, Le, mit Siegen über Ahmet Yener, Türkei und Abraham Kurland und einer Niederlage gegen Lauri Koskela

## Estnische Meisterschaften
Voldemar Väli gewann im Zeitraum von 1922 bis 1941 insgesamt neunzehn Mal die estnische Meisterschaft im griechisch-römischen Stil im Feder- bzw. Leichtgewicht.